# Le Roi Roger
Król Roger
Le Roi Roger (en polonais Król Roger) est un opéra en trois actes du compositeur Karol Szymanowski sur un livret de Jarosław Iwaszkiewicz. Composé de 1918 à 1924, sa première exécution eut lieu le 19 juin 1926 au Théâtre National de Varsovie. Parmi la distribution initiale, se trouvait la sœur du compositeur, la soprano Stanisława Korwin-Szymanowska, dans le rôle de Roxana.

## Personnages
- Roger, roi de Sicile (Baryton)
- Roxana, son épouse (Soprano)
- Le Berger (Ténor)
- Edrisi (Ténor)
- L'Archevêque (Basse)
- Diaconesse (Alto)
- Chœur, ballet

## Synopsis
L'action se passe dans la Sicile byzantine du XIIe siècle, et décrit la lutte entre le christianisme et le paganisme oriental, à travers la conversion d'un monarque chrétien au culte de Dionysos. Le roi Roger, qui s'inspire librement du roi Roger II de Sicile, respecte la moralité chrétienne, mais il est ébloui par l'arrivée d'un séduisant jeune berger, prophète venu de l'Inde, qui lui présente les idéaux pleins de sensualité du paganisme. Le roi et son épouse Roxana sont tous deux attirés par le berger et sont amenés à se joindre à ses danses orgiaques. Roger est alors tiraillé entre Apollon, représenté par le sage et raisonnable Edrisi, et Dionysos, figuré par la passionnée Roxana, tombée amoureuse du berger. Peu à peu, lui-même semble succomber au culte du dieu païen, même si à la fin de l'opéra, il se tient à l'écart des disciples du berger, et se tourne vers le soleil levant.

## Style et structure musicale
Ce deuxième opéra de Szymanowski reflète les interrogations spirituelles du compositeur, qui avait déjà révélé ouvertement son homosexualité dans son roman, perdu, Ephebos de 1918. On retrouve ce questionnement dans la crise d'identité spirituelle et sexuelle du Roi Roger, provoquée par le Berger.
Antoine Mignon précise que Roger « touche du doigt le monde dionysiaque, par-delà la morale, la religion et le pouvoir, mais résiste finalement à la tentation, non par peur ou renoncement, mais avec le sentiment d'avoir maintenant une préhension totale de la vie, dans toute sa complexité spirituelle et émotionnelle. »
Le choix de la Sicile comme lieu de l'action témoigne de la curiosité intellectuelle de Szymanowski et de ses propres voyages en Méditerranée et en Afrique du Nord de 1911 à 1914, relayés par de nombreuses lectures. À la frontière du Nord et du Sud, du monde antique, chrétien et de l'islam, la Sicile offre un terrain culturel et musical propice à l'approche kaléidoscopique du compositeur, qui était fasciné par l'art décoratif byzantin et l'art islamique. En trois actes, courts et statiques, clairement différenciés, il parvient à saisir trois cultures sans les caricaturer. Ainsi, les décors jouent un rôle de premier plan : le premier acte se passe dans une église byzantine, où a lieu une procession religieuse ; le second dans la cour intérieure du palais du roi Roger, la nuit, tandis que le troisième acte se déroule dans les ruines d'un théâtre antique.
Si la trame dramaturgique peut sembler statique, l'œuvre est d'une grande force dramatique et d'un intense coloris orchestral et vocal, mêlant des inspirations de mélodies grégoriennes, le mysticisme du Moyen Âge et la sensualité poétique de l'Orient. L'orchestre, imposant, est dense et subtil, notamment dans l'exotisme du deuxième acte « oriental ». Il laisse aussi entendre les multiples influences de son écriture : Debussy, Scriabine, l'orientalisme à la mode en une musique riche de sonorités voluptueuses et changeantes.
Parmi les rôles, celui du Berger est décisif dans l'action, c'est pourquoi le compositeur lui a réservé des airs d'une rare splendeur, qui exigent une voix de ténor lyrique, à la fois souple et sensuelle. Le rôle de la reine Roxana est celui d'une soprano colorature, et impose des prouesses vocales, notamment dans le chant de l'extase au deuxième acte, qui est peut-être le sommet lyrique de l'opéra et est devenu un air de concert indépendant.

## Discographie sélective
Il existe au moins cinq enregistrements complets, le plus connu étant celui de sir Simon Rattle avec Thomas Hampson, Philip Langridge, Elzbieta Szmytka, Ryszard Minkiewciz, Robert Gierlach, les chœurs et orchestre symphonique de Birmingham (EMI, 1998).